# Arindam Bhattacharya
Arindam Bhattacharya (Kolkata, 11 dicembre 1989) è un calciatore indiano, portiere dell'Inter Kashi.

## Statistiche

### Presenze e reti nei club
| Stagione           | Squadra            | Campionato         | Campionato | Campionato | Coppe nazionali | Coppe nazionali | Coppe nazionali | Coppe continentali | Coppe continentali | Coppe continentali | Altre coppe | Altre coppe | Altre coppe | Totale | Totale |
| Stagione           | Squadra            | Comp               | Pres       | Reti       | Comp            | Pres            | Reti            | Comp               | Pres               | Reti               | Comp        | Pres        | Reti        | Pres   | Reti   |
| ------------------ | ------------------ | ------------------ | ---------- | ---------- | --------------- | --------------- | --------------- | ------------------ | ------------------ | ------------------ | ----------- | ----------- | ----------- | ------ | ------ |
| 2020-2021          | ATK Mohun Bagan    | ISL                | 20+3       | -15+(-4)   | -               | -               | -               | AFC Cup            | 0                  | 0                  | -           | -           | -           | 23     | -19    |
| 2021-2022          | East Bengal        | ISL                | 11         | -19        | -               | -               | -               | -                  | -                  | -                  | -           | -           | -           | 11     | -19    |
| 2022-2023          | NorthEast United   | ISL                | 10         | -30        | SC              | 0               | 0               | -                  | -                  | -                  | DC          | -           | -           | 10     | -30    |
| 2023-2024          | Inter Kashi        | IL                 | 21         | -29        | SC              | 3               | -5              | -                  | -                  | -                  | -           | -           | -           | 24     | -34    |
| 2024-2025          | Inter Kashi        | IL                 | 21         | -28        | SC              | 0               | 0               | -                  | -                  | -                  | DC          | 0           | 0           | 21     | -28    |
| Totale Inter Kashi | Totale Inter Kashi | Totale Inter Kashi | 42         | -57        |                 | 3               | -5              |                    | -                  | -                  |             | 0           | 0           | 45     | -62    |
| Totale carriera    | Totale carriera    | Totale carriera    | 86         | -125       |                 | 3               | -5              |                    | -                  | -                  |             | 0           | 0           | 89     | -130   |

### Cronologia presenze e reti in nazionale
| Cronologia completa delle presenze e delle reti in nazionale ― India | Cronologia completa delle presenze e delle reti in nazionale ― India | Cronologia completa delle presenze e delle reti in nazionale ― India | Cronologia completa delle presenze e delle reti in nazionale ― India | Cronologia completa delle presenze e delle reti in nazionale ― India | Cronologia completa delle presenze e delle reti in nazionale ― India | Cronologia completa delle presenze e delle reti in nazionale ― India | Cronologia completa delle presenze e delle reti in nazionale ― India |
| Data                                                                 | Città                                                                | In casa                                                              | Risultato                                                            | Ospiti                                                               | Competizione                                                         | Reti                                                                 | Note                                                                 |
| -------------------------------------------------------------------- | -------------------------------------------------------------------- | -------------------------------------------------------------------- | -------------------------------------------------------------------- | -------------------------------------------------------------------- | -------------------------------------------------------------------- | -------------------------------------------------------------------- | -------------------------------------------------------------------- |
| 9-4-2006                                                             | Chittagong                                                           | India                                                                | 0 – 3                                                                | Nepal                                                                | AFC Challenge Cup                                                    | -3                                                                   |                                                                      |
| Totale                                                               |                                                                      | Presenze                                                             | 1                                                                    |                                                                      | Reti                                                                 | -3                                                                   |                                                                      |

## Palmarès

### Club

#### Competizioni nazionali
- I-League: 2

Churchill Brothers: 2008-2009
Inter Kashi: 2024–2025
- Coppa della Federazione: 1

Bengaluru: 2016-2017
- Indian Super League: 1

ATK: 2019-2020

### Individuale
- Indian Super League Golden Glove: 1

ATK Mohun Bagan: 2020-2021